# Lauren Groff
Lauren Groff (nascida em 23 de julho de 1978) é uma romancista e contista americana. Ela escreveu quatro romances e duas coleções de contos, incluindo Destinos e Fúrias (2015), Florida (2018) e Matrix (2021).

## Infância e formação
Groff nasceu e foi criada em Cooperstown, Nova York . Ela se formou no Amherst College e na University of Wisconsin-Madison com mestrado em Literatura Inglesa.

## Carreira
O primeiro romance de Groff, The Monsters of Templeton, foi publicado pela Hyperion em 5 de fevereiro de 2008 e estreou na lista dos mais vendidos do New York Times . Foi bem recebido por Stephen King, que o leu antes da publicação e escreveu uma crítica inicial na Entertainment Weekly . O romance foi indicado para o Prêmio Orange para Novos Escritores em 2008 e nomeado um dos Melhores Livros de 2008 pela Amazon.com e pelo San Francisco Chronicle .
The Monsters of Templeton é um conto contemporâneo sobre voltar para casa em Templeton, uma representação ficcional de sua cidade natal, Cooperstown, Nova York . É intercalado com vozes de personagens extraídos da história da cidade, bem como o clássico The Pioneers, de James Fenimore Cooper, que também se passa em uma Cooperstown fictícia chamada Templeton.
A primeira coleção de contos de Groff, Delicate Edible Birds, foi lançada em janeiro de 2009. Apresentava histórias publicadas no The New Yorker, The Atlantic, Five Points, Plowshares e nas antologias Best New American Voices 2008, Pushcart Prize XXXII e Best American Short Stories 2007, 2010 e 2014 editions.
O segundo romance de Groff, Arcadia, foi lançado em 2012 e conta a história da primeira criança nascida em uma comuna fictícia dos anos 1960 no interior do estado de Nova York. Um best-seller do New York Times e Booksense, recebeu amplamente críticas favoráveis, incluindo do New York Times Sunday Book Review, The Washington Post, e The Miami Herald . O romance foi reconhecido como um dos melhores livros de 2012 pelo The New York Times, The Washington Post, NPR, Vogue, The Globe and Mail, Christian Science Monitor, e Comentários de Kirkus .
Seu terceiro romance, Destinos e Fúrias, foi lançado em 2015 e também foi um best-seller do New York Times e Booksense. O romance é um retrato de um casamento de 24 anos sob dois pontos de vista, primeiro o do marido e depois o da esposa. Foi nomeado para o National Book Award for Fiction de 2015, o National Book Critics Circle Award for Fiction de 2015, e foi apresentado em várias listas de ficção "Melhores de 2015", incluindo a seleção da Amazon.com como o Melhor Livro de 2015. O presidente dos Estados Unidos Barack Obama o escolheu como seu livro favorito de 2015.
Em 2017, a Granta Magazine nomeou Groff como um dos melhores jovens romancistas americanos de sua geração. Em 2018, ela recebeu uma bolsa Guggenheim de ficção.
O quinto livro de Groff, uma coleção de contos intitulada Florida, foi lançado em 2018. Flórida foi o vencedor do The Story Prize para coleções de contos publicadas em 2018. Também foi finalista do National Book Award for Fiction de 2018 . O Guardian chamou a narrativa de Groff de "uma resistência heróica contra a maneira como vivemos agora, contra o desperdício, contra os ambientes artificiais nos quais nos encontramos mantidos por corporações, mas igualmente contra as pressões sobre as mulheres para serem mães, esposas, irmãs perfeitas e sem esforço., amantes, amigos, dentro deste terrível estado de coisas."
O quarto romance de Groff, Matrix, foi lançado em 2021. Matrix é sobre uma " Marie de France de dezessete anos ... enviada à Inglaterra para ser a nova prioresa de uma abadia empobrecida, suas freiras à beira da fome e assoladas por doenças". O Observer chamou de "uma peça estranha e poética de ficção histórica ambientada em uma abadia onírica, a biografia fictícia de um místico do século XII". Matrix foi indicado para o Prêmio Nacional do Livro de Ficção de 2021 e a Medalha Andrew Carnegie de Excelência em Ficção de 2022 .

### romances
- Os Monstros de Templeton (William Heinemann, 2008,ISBN 0434017841 )
- Arcádia (Hachette, 2012,ISBN 1401340873 )
- Destinos e Fúrias (William Heinemann, 2015,ISBN 1785150146 ) [33]
- Matrix (William Heinemann, 2021, See MoreISBN 9781785151903 ) [34][30]

### Contos

#### Coleções
- Aves comestíveis delicadas (2009) [35]
- Flórida (Nova York: Riverhead Books, 2018,ISBN 9781594634512)